# المتحف السامري
المتحف السامري يقع في قرية لوزة على قمة جبل جرزيم في نابلس، وهو المتحف الوحيد للطائفة السامرية وقد أقيم عام 1997 م، ويحتوي على مخطوطات تسلسل التاريخ السامري من آدم وحتى الكاهن الأكبر الحالي، كما يحتوي على وثائق ومستندات وكتب عبرية، وعلى أحجار وعملات معدنية وأسرجة وأوانٍ فخارية وزجاجية أثرية قديمة. مدير المتحف هو الكاهن حسني السامري.

## النشأة
جاءت فكرة إنشاء المتحف بسبب زيادة عدد السياح الأجانب، ولتعريفهم على أصغر طائفة موجودة بالعالم، دعم هذه الفكرة الرئيس الفلسطيني الراحل ياسر عرفات ماديا ، وعملت وزارة السياحة على ترميمه وإنشاءه. يشكل المتحف جانب ثقافي مهم من حياة الطائفة وتفاصيل حياتهم عبر التاريخ من خلال اللباس والاكل والعادات والتقاليد وطبيعة العلاقات الاجتماعية. ويحتوي على مخطوطات ونسخ خطية توراتية متسلسلة من تاريخ سيدنا آدم وحتى اليوم.

## معرض الصور

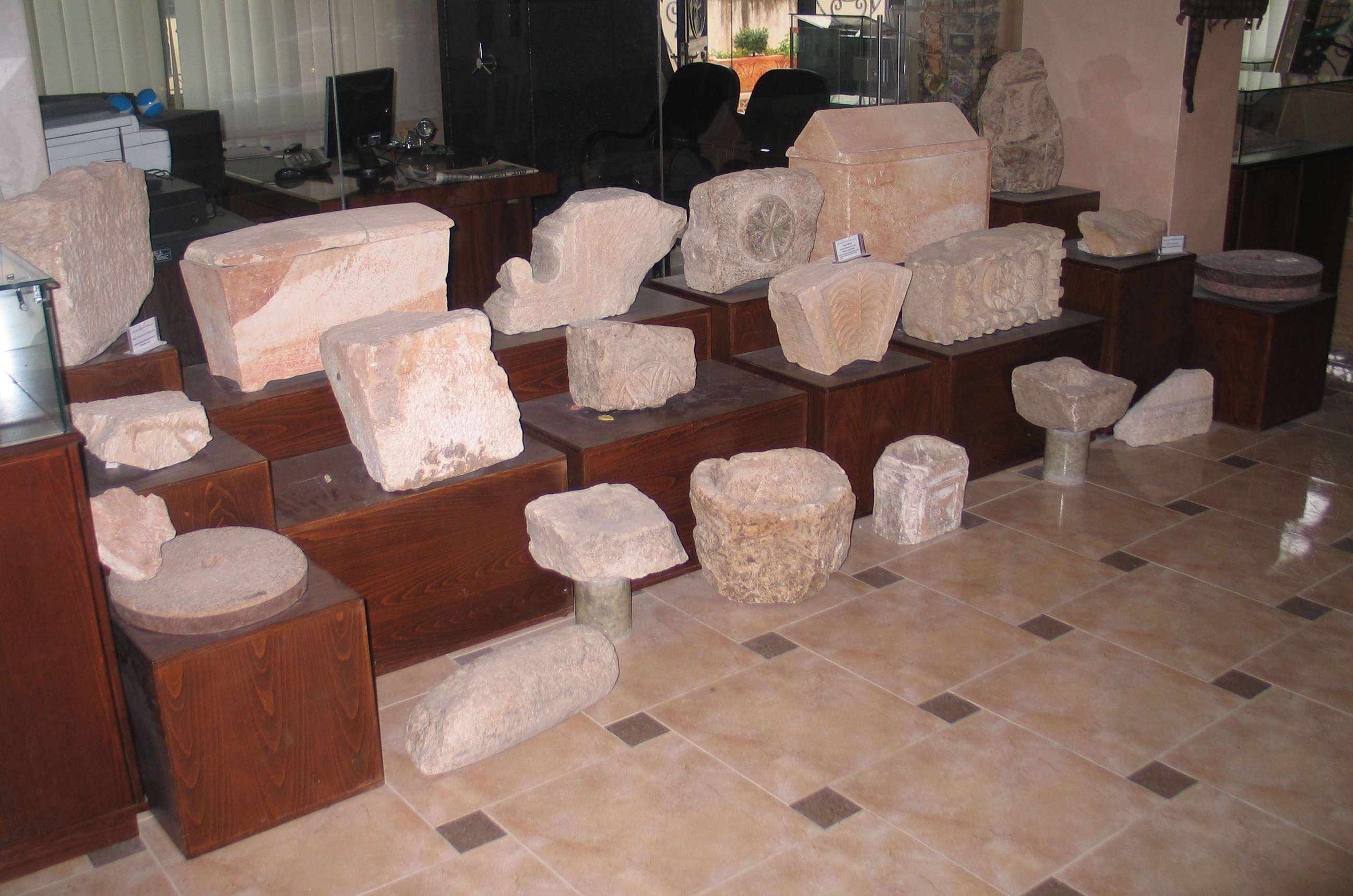
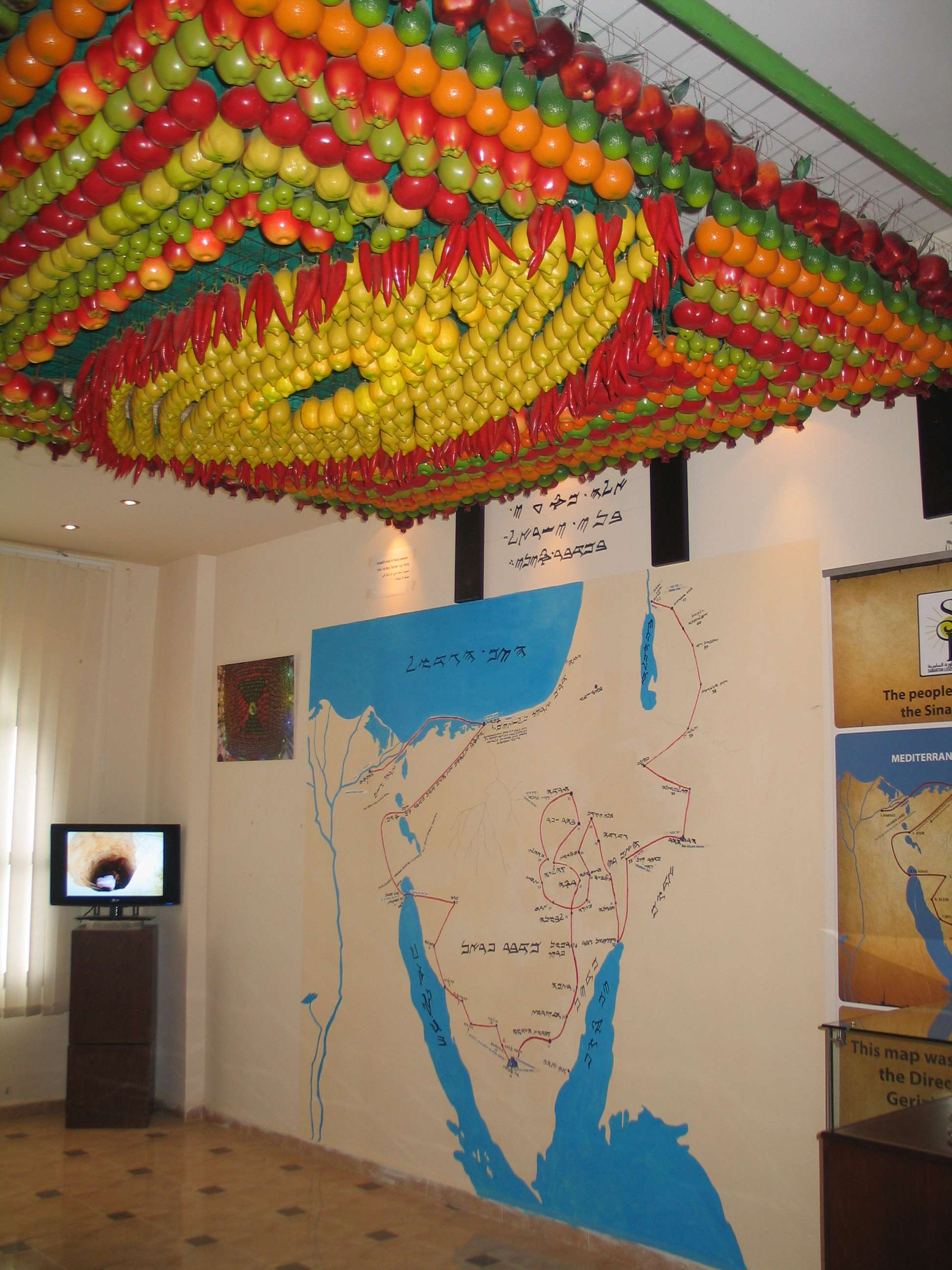